# Bryony Worthington, Baroness Worthington
Bryony Katherine Worthington, Baroness Worthington (* 19. September 1971 in Wales) ist eine britische Aktivistin der Umweltbewegung und Politikerin der Labour Party, die seit 2011 Mitglied des House of Lords ist.

## Leben
Bryony Worthington absolvierte nach dem Schulbesuch ein Studium im Fach englische Literatur am Queens’ College der University of Cambridge. Anschließend war sie für Raleigh International tätig, einem in Großbritannien ansässigen Hilfsverein für Jugend und nachhaltige Entwicklung, sowie Mitte der 1990er in der Umweltbewegung. 2000 wechselte sie als Mitarbeiterin zur Umweltschutzorganisation Friends of the Earth, wo sie sich insbesondere mit Fragen zum Klimawandel befasste.
Nachdem sie anschließend Mitarbeiterin im Ministerium für Umwelt, Ernährung und räumliche Entwicklung war und dort an dem Gesetz für den Klimawandel (Climate Change Act 2008) mitwirkte, wurde sie Leiter der Abteilung für Regierungsbeziehungen beim Energieversorgungsunternehmen Scottish and Southern Energy (SSE plc). 2008 verließ sie dieses Unternehmen und gründete die Non-Profit-Organisation Sandbag Climate Campaign CIC, die Kampagnen zur Sensibilisierung der Öffentlichkeit zum Emissionsrechtehandel organisiert.
Am 2. Februar 2011 wurde sie als Life Peeress mit dem Titel Baroness Worthington, of Cambridge in the County of Cambridgeshire, in den Adelsstand erhoben und ist seitdem Mitglied des House of Lords. Seit 2012 ist Baroness Worthington, die sich auch für die Weinberg Foundation unter anderem zur Kernenergienutzung auf der Basis von Thorium engagiert, Whip der Labour-Fraktion im Oberhaus.